# Новиков, Василий Григорьевич (минометчик)
Василий Григорьевич Новиков (миномётчик) (20 декабря 1925 — 7 декабря 1972) — командир миномётного расчёта 248-го гвардейского стрелкового полка 83-я гвардейская стрелковая Городокская Краснознамённая ордена Суворова дивизия, гвардии сержант, участник Великой Отечественной войны, кавалер ордена Славы трёх степеней.

## Биография
Родился 20 декабря 1925 года в слободе Фофоновская Ряжского уезда Рязанской губернии, ныне в черте города Ряжск Рязанской области. Русский. Из семьи крестьянина. Окончил среднюю школу.
В январе 1943 года призван в Красную армию Ряжским районным военкоматом Рязанской области. С 1943 года — в действующей армии на фронтах Великой Отечественной войны. Весь боевой путь прошёл миномётчиком в 83-й гвардейской стрелковой дивизии.
Наводчик миномёта 248-го гвардейского стрелкового полка (83-я гвардейская стрелковая дивизия, 8-й гвардейский стрелковый корпус, 11-я гвардейская армия, 3-й Белорусский фронт) гвардии красноармеец Новиков Василий Григорьевич отважно действовал в Витебско-Оршанской фронтовой операции — составной части Белорусской стратегической наступательной операции. В наступательных боях в конце июня — начале июля 1944 года миномётным огнём подавил 6 огневых точек врага. Только в бою за расширение плацдарма на реке Неман уничтожил 2 немецкие пулемётные точки.
За образцовое выполнение боевых заданий Командования на фронте борьбы с немецкими захватчиками и проявленные при этом доблесть и мужество приказом по 83-й гвардейской стрелковой дивизии № 034/н от 25 сентября 1943 года гвардии красноармеец Новиков Василий Григорьевич награждён орденом Славы 3-й степени.
По неизвестным причинам этот орден бойцу вручён не был ни на фронте, ни в мирное время. Не узнали о награде и в родном полку (хотя полк неизменно находился в составе 83-й гвардейской стрелковой дивизии). Так, за подвиги в осенних боях 1944 года В. Г. Новиков вновь представлялся к награждению орденом Славы 3-й степени, но вместо ордена награждён медалью «За отвагу».
Был перенаграждён орденом Славы 1-й степени приказом Министра обороны Российской Федерации от 13 сентября 1996 года, став тем самым полным кавалером ордена Славы.
Командир миномётного расчёта 248-го гвардейского стрелкового полка (подчинённость та же) гвардии сержант Новиков Василий Григорьевич вновь отличился в Восточно-Прусской наступательной операции. В наступательном бою за населённый пункт Тифентхам 24 января 1945 года миномётным огнём уничтожил 2 огневые точки и тем самым расчистил дорогу наступавшим стрелковым подразделениям. В бою 1 февраля уничтожил 1 автомашину и ещё 2 огневые точки противника.
За образцовое выполнение боевых заданий Командования на фронте борьбы с немецкими захватчиками и проявленные при этом доблесть и мужество приказом по 83-й гвардейской стрелковой дивизии № 08/н от 23 февраля 1945 года гвардии сержант Новиков Василий Григорьевич награждён орденом Славы 3-й степени.
Командир миномётного расчёта 248-го гвардейского стрелкового полка (подчинённость та же) гвардии сержант Новиков Василий Григорьевич проявил исключительный героизм при штурме города-крепости Кёнигсберга. В первый день штурма 6 апреля 1945 года, когда наступление было остановлено шквальным огнём нескольких пулемётных точек с закрытых позиций, оборудованным в каменных постройках, точным огнём уничтожил за короткое время сразу 8 пулемётных точек, причём некоторые из них обнаружил личным наблюдением за полем боя. Также истребил до 35 солдат противника.
За образцовое выполнение боевых заданий Командования на фронте борьбы с немецкими захватчиками и проявленные при этом доблесть и мужество приказом частям 11-й гвардейской армии № 0121/н от 6 мая 1945 года гвардии сержант Новиков Василий Григорьевич награждён орденом Славы 2-й степени.
После войны служил в той же дивизии, с сентября 1945 года — на складе № 2152 Наркомата обороны СССР. В ноябре 1945 года сержант В. Г. Новиков был демобилизован.
Жил в Ряжске. Работал на предприятиях города. В августе 1955 — июле 1956 года работал вольнонаёмным в войсковой части. В последние годы жизни — на пенсии (наиболее вероятно, по болезни).
Скончался в Ряжске 7 декабря 1972 года.

## Награды
- орден Славы I степени(25/09/1944)(13.09.1996)[2]
- орден Славы II степени(6.05.1945)[3]
- орден Славы III степени (22.02.1945)[4]
  - медали, в том числе:
  - «„За отвагу“» (9.06.1944)[5]
  - «„За отвагу“» (26.11.1944)[6]
  - «В ознаменование 100-летия со дня рождения Владимира Ильича Ленина» (6 апреля 1970)
  - «За победу над Германией в Великой Отечественной войне 1941—1945 гг.» (1945)[7]
  - Медаль «За взятие Кёнигсберга» (9 июня 1945[8])
  - «20 лет Победы в Великой Отечественной войне 1941—1945 гг.» (7 мая 1965[9])
  - «30 лет Советской Армии и Флота»[10]
  - «40 лет Вооружённых Сил СССР»[11]
  - «50 лет Вооружённых Сил СССР» (26 декабря 1967[12])

- Знак «25 лет победы в Великой Отечественной войне» (1970)

## Память
- На могиле Героя установлен надгробный памятник.
- Увековечен на сайте МО РФ «Дорога памяти»[13]